# Blandford (condado de Hampden, Massachusetts)
Blandford é um lugar designado pelo censo localizado no condado de Hampden no estado estadounidense de Massachusetts. No Censo de 2010 tinha uma população de 393 habitantes e uma densidade populacional de 131,72 pessoas por km².

## Geografia
Blandford encontra-se localizado nas coordenadas 42° 10′ 30″ N, 72° 55′ 26″ O. Segundo a Departamento do Censo dos Estados Unidos, Blandford tem uma superfície total de 2.98 km², da qual 2.98 km² correspondem a terra firme e (0.17%) 0.01 km² é água.

## Demografia
Segundo o censo de 2010, tinha 393 pessoas residindo em Blandford. A densidade populacional era de 131,72 hab./km². Dos 393 habitantes, Blandford estava composto pelo 97.96% brancos, o 0% eram afroamericanos, o 0.51% eram amerindios, o 0.51% eram asiáticos, o 0% eram insulares do Pacífico, o 0.51% eram de outras raças e o 0.51% pertenciam a duas ou mais raças. Do total da população o 1.27% eram hispanos ou latinos de qualquer raça.